# Ludacris
Ludacris, geboren als Christopher Brian Bridges (Champaign (Illinois), 11 september 1977) is een Amerikaanse rapper en acteur.

## Muziekcarrière

### Vroege jaren
Christopher begon zijn muziekcarrière als een radiopersoonlijkheid en dj Chris Lova Lova op Hot 97.5, een plaatselijk radiostation in Atlanta, Georgia. Hij maakte zijn opgenomen debuut op "Phat Rabbit," een plaat van Timbalands  album Tim's Bio: Life from the Bassment uit 1998. Alhoewel Timbaland en Jermaine Dupri interesse toonden in Ludacris, besloot hij toch zijn album Incognegro zelfstandig uit te geven. Het album verkocht 300.000 exemplaren. Hetzelfde jaar nog zette hij zijn muziek op het videogame Madden NFL 2000. Scarface, die oorspronkelijk bij de Geto Boys hoorde, schreef Ludacris in 2000 in Def Jam Recordings, hij creëerde een nieuwe entourage, Def Jam South, rond hem.

### Back for the First Time
Ludacris bracht zijn grote platendebuut, Back for the First Time, uit in oktober 2000. Het album haalde een 4de plaats op de hitlijsten en was een groot succes. Ludacris bouwde zijn status als rapper op met singles als "Southern Hospitality" en "What's Your Fantasy", samen met zijn eerste single ooit "Phat Rabbit", van 2 jaar daarvoor.

### Word of Mouf
Ludacris werkte onmiddellijk verder en bracht zijn volgende album Word Of Mouf uit op het einde van 2001. Het nummer "Rollout (My Business)" werd geweigerd door vele Amerikaanse video-stations. Ondanks deze onenigheid werd de video toch genomineerd voor een VMA in 2003. Ludacris toerde ook met Papa Roach in 2002 na het uitbrengen van hun duo album Lovehatetragedy.

### Chicken-N-Beer
Tijdens de zomer van 2003, bracht Ludacris de single "Act a Fool" uit die nadien de soundtrack werd van de film 2 Fast 2 Furious. Rond dezelfde tijd bracht hij de eerste single "P-Poppin" van zijn nieuwe album Chicken & Beer uit, dit album haalde niet het gewenste succes. In de herfst van 2003 bracht hij de single "Stand Up" uit, die zowel op Chicken & Beer als op de soundtrack van hiphop/dans film, Honey verscheen. De volgende single van het album "Splash Waterfalls", verscheen in het begin van 2004. Het was Ludacris' meest seksuele video ooit. Luda's volgende album Blow It Out, werd geproduceerd met een laag budget. Op 1 juni 2006 vond een federale jury dat "Stand Up" zich niet hield aan het copyright van een nummer genaamd "Straight Like That", geproduceerd door een groep uit New Jersey bekend als I.O.F. "Ik hoop dat de aanklagers genoten van hun 15 minuten fame", zei Ludacris na de uitspraak. "Deze hele ervaring is het bewijs voor mij dat ik altijd zal vechten in de dingen waarin ik geloof."

### The Red Light District
Het vierde studioalbum van Ludacris was totaal verschillend van zijn vorige albums. Ludacris pronkte openlijk met het feit dat hij waarschijnlijk de enige rapper was die Def Jam label boven water kon houden. Onlangs maakte de rapper gebruik van zijn bekendheid en stichtte hij zijn eigen organisatie. The Ludacris Foundation opgestart door Ludacris en Chaka Zulu is een organisatie die jonge studenten helpt om zichzelf te motiveren in creatieve kunsten. Ludacris heeft ook een dochter genaamd Karma. Ludacris heeft ook deelgenomen aan de Super Bowl en is woordvoerder van Boost Mobile Phone reclamecampagne. Ludacris heeft ook zijn eerste Grammy Award ontvangen samen met Usher en Lil Jon voor hun hitsingle "Yeah".

### Release Therapy
In een uitgave van XXL, een hiphop magazine, werd Ludacris op de negende plaats gezet voor het meest vooruitstrevende album van 2006, met Release Therapy (uitgebracht op 26 september 2006). Ludacris wilde de cd zo aanpassen zodat het twee kanten zou hebben, een Release-kant en een Therapy-kant. Op de Release-kant wilde hij liedjes waarmee hij alles kan veroordelen wat hem tegenstaat zetten en op de Therapy kant wilde hij gewoon liedjes zetten die een goed gevoel teweegbrengen. Om zijn album te promoten presenteerde Ludacris tijdens een optreden in Saturday Night Live op 18 november 2006. In 2007 won Ludacris twee Grammy Awards: Best Rap Song voor zijn hitsingle "Money Maker" en Best Rap Album voor "Release Therapy".

## Discografie

### Albums
| Album met eventuele hitnotering(en) in de Nederlandse Album Top 100 | Datum van verschijnen | Datum van binnenkomst | Hoogste positie | Aantal weken | Opmerkingen             |
| ------------------------------------------------------------------- | --------------------- | --------------------- | --------------- | ------------ | ----------------------- |
| Incognegro                                                          | 14-10-1999            | -                     |                 |              |                         |
| Back for the first time                                             | 04-11-2000            | -                     |                 |              |                         |
| Word of mouf                                                        | 15-12-2001            | -                     |                 |              |                         |
| Chicken-N-Beer                                                      | 25-10-2003            | -                     |                 |              | ook uitgebracht op sacd |
| The red light district                                              | 09-12-2004            | -                     |                 |              |                         |
| Release therapy                                                     | 26-09-2006            | -                     |                 |              |                         |
| Theater of the mind                                                 | 21-11-2008            | -                     |                 |              |                         |
| Battle of the sexes                                                 | 09-03-2010            | -                     |                 |              |                         |

### Singles
| Single met eventuele hitnotering(en) in de Nederlandse Top 40 | Datum van verschijnen | Datum van binnenkomst | Hoogste positie | Aantal weken | Opmerkingen                                                                   |
| ------------------------------------------------------------- | --------------------- | --------------------- | --------------- | ------------ | ----------------------------------------------------------------------------- |
| One minute man                                                | 2001                  | 21-07-2001            | tip22           | -            | met Missy Elliott / Nr. 41 in de Single Top 100                               |
| Gossip folks                                                  | 2003                  | 22-03-2003            | 40              | 2            | met Missy Elliott / Nr. 50 in de Single Top 100                               |
| Yeah!                                                         | 2004                  | 13-03-2004            | 1(4wk)          | 15           | met Usher & Lil' Jon / Nr. 1 in de Single Top 100 / Alarmschijf               |
| Unpredictable                                                 | 2006                  | 25-03-2006            | tip6            | -            | met Jamie Foxx / Nr. 43 in de Single Top 100                                  |
| Glamorous                                                     | 2007                  | 24-03-2007            | tip2            | -            | met Fergie / Nr. 60 in de Single Top 100                                      |
| Holidae in                                                    | 2004                  | -                     |                 |              | met Chingy & Snoop Dogg / Nr. 67 in de Single Top 100                         |
| Oh                                                            | 2005                  | -                     |                 |              | met Ciara / Nr. 44 in de Single Top 100                                       |
| How low                                                       | 2010                  | 13-03-2010            | tip7            | -            |                                                                               |
| Baby                                                          | 2010                  | 10-04-2010            | 23              | 6            | met Justin Bieber / Nr. 23 in de Single Top 100                               |
| Break your heart                                              | 2010                  | 24-04-2010            | 8               | 17           | met Taio Cruz / Nr. 21 in de Single Top 100                                   |
| Tonight (I'm F**kin' You)                                     | 2010                  | 15-01-2011            | 11              | 10           | met Enrique Iglesias & DJ Frank E / Nr. 11 in de Single Top 100 / Alarmschijf |
| Little bad girl                                               | 2011                  | 23-07-2011            | 29              | 5            | met David Guetta & Taio Cruz / Nr. 39 in de Single Top 100                    |
| All around the world                                          | 2012                  | 16-06-2012            | tip11           | -            | met Justin Bieber / Nr. 52 in de Single Top 100                               |

| Single met hitnotering(en) in de Vlaamse Ultratop 50 | Datum van verschijnen | Datum van binnenkomst | Hoogste positie | Aantal weken | Opmerkingen                                    |
| ---------------------------------------------------- | --------------------- | --------------------- | --------------- | ------------ | ---------------------------------------------- |
| One minute man                                       | 2001                  | 25-08-2001            | 30              | 9            | met Missy Elliott                              |
| Gossip folks                                         | 2003                  | 22-03-2003            | 24              | 7            | met Missy Elliott                              |
| Yeah!                                                | 2004                  | 20-03-2004            | 2               | 19           | met Usher & Lil' Jon                           |
| Unpredictable                                        | 2006                  | 15-04-2006            | tip5            | -            | met Jamie Foxx                                 |
| Glamorous                                            | 2007                  | 31-03-2007            | 14              | 15           | met Fergie                                     |
| Holidae in                                           | 2004                  | 14-02-2004            | tip8            | -            | met Chingy & Snoop Dogg                        |
| Oh                                                   | 2005                  | 20-08-2005            | 38              | 3            | met Ciara / Nr. 25 in de Radio 2 Top 30        |
| How low                                              | 2010                  | 13-03-2010            | tip8            | -            |                                                |
| Break your heart                                     | 2010                  | 24-04-2010            | 3               | 18           | met Taio Cruz                                  |
| Baby                                                 | 2010                  | 24-04-2010            | 12              | 15           | met Justin Bieber / Nr. 3 in de Radio 2 Top 30 |
| Ride                                                 | 2010                  | 15-05-2010            | tip10           | -            | met Ciara                                      |
| Tonight (I'm f**kin' you)                            | 2010                  | 05-02-2011            | 7               | 14           | met Enrique Iglesias & DJ Frank E              |
| Little bad girl                                      | 2011                  | 09-07-2011            | 10              | 16           | met David Guetta & Taio Cruz                   |
| Shake senora                                         | 2011                  | 19-11-2011            | tip48           | -            | met Pitbull, T-Pain & Sean Paul                |
| All around the world                                 | 2012                  | 16-06-2012            | 49              | 1            | met Justin Bieber                              |
| Rest of my life                                      | 05-11-2012            | 10-11-2012            | tip5*           |              | met Usher & David Guetta                       |

## Filmografie
- The Wash (2001)
- 2 Fast 2 Furious (2003)
- Lil Pimp (2003)
- Crash (2004)
- Hustle & Flow (2005)
- The Heart of the Game (2006) [Verteller]
- Fred Claus (2007)
- Max Payne (2008)
- RocknRolla (2009)
- Gamer (2009)
- Fast Five (2011)
- New Year's Eve (2011)
- Breakaway (2011)
- Fast & Furious 6 (2013)
- Furious 7 (2015)
- The Fate of the Furious (2017)
- F9 (2021)
- Dashing Through the Snow (2023)

## Grammy Awards
- Carrière winsten: 3
- Carrière nominaties: 16

| Categorie                                                   | Genre           | Lied                     | Jaar | Resultaat   |
| ----------------------------------------------------------- | --------------- | ------------------------ | ---- | ----------- |
| Best Rap/Sung Collaboration                                 | Rap             | "Unpredictable"          | 2006 | Genomineerd |
| Best Rap Performance by a Duo or Group                      | Rap             | "Georgia"                | 2006 | Genomineerd |
| Best Rap Album                                              | Rap             | "Release Therapy"        | 2007 | Gewonnen    |
| Best Rap Song                                               | Rap             | "Money Maker"            | 2007 | Gewonnen    |
| Best Rap Solo Performance                                   | Rap             | "Number One Spot"        | 2006 | Genomineerd |
| Best R&B Song                                               | R&B             | "Yeah!"                  | 2005 | Genomineerd |
| Record of the Year                                          | In het algemeen | "Yeah!"                  | 2005 | Genomineerd |
| Best Rap/Sung Collaboration                                 | Rap             | "Yeah!"                  | 2005 | Gewonnen    |
| Best Song Written for a Motion Picture or Television Series | Film            | "Act A Fool"             | 2004 | Genomineerd |
| Best Rap Performance by a Duo or Group                      | Rap             | "Gossip Folks"           | 2004 | Genomineerd |
| Best Male Rap Solo Performance                              | Rap             | "Stand Up"               | 2004 | Genomineerd |
| Best Rap Album                                              | Rap             | Word of Mouf             | 2003 | Genomineerd |
| Best Male Rap Solo Performance                              | Rap             | "Roll Out (My Business)" | 2003 | Genomineerd |
| Best Short-Form Music Video                                 | Muziek video    | "One Minute Man"         | 2002 | Genomineerd |
| Best Rap/Sung Collaboration                                 | Rap             | "Area Codes"             | 2002 | Genomineerd |
| Best Rap Album                                              | Rap             | Back For the First Time  | 2001 | Genomineerd |

## Trivia
- Ludacris is afgeleid van de term ludicrous, vermoedelijk is het een samenvoeging van ludicrous en Chris.
- Ludacris' oom is de stiefvader van r&b-zangeres Monica.
- Ludacris liep school aan de Benjamin Banneker Alternative High School in Atlanta, later studeerde hij aan de Georgia State University.
- In 2023 kreeg Ludacris een ster op de Hollywood Walk of Fame.